# Lutherdenkmal (Steinbach)

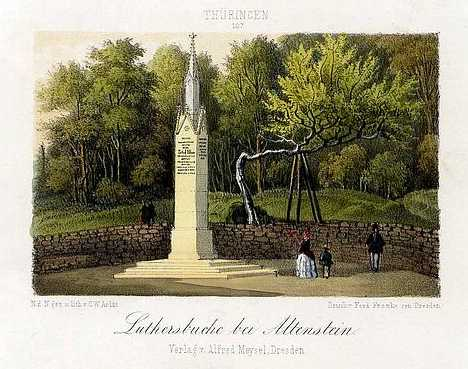
Lutherdenkmal

Das Lutherdenkmal bei Steinbach (Stadt Bad Liebenstein, Wartburgkreis) ist ein Kulturdenkmal, es wurde 1857 auf Veranlassung von Herzog Bernhard Erich Freund von Sachsen-Meiningen aufgestellt und erinnert an die vorgetäuschte Gefangennahme des mit Reichsacht belegten Martin Luther am 4. Mai auf seinem Rückweg vom Reichstag zu Worms (1521) nach Wittenberg durch Soldaten des Kurfürsten Friedrich des Weisen. Luther wurde auf die Wartburg gebracht und übersetzte dort im folgenden Winter das Neue Testament in die deutsche Sprache.

## Lage
Etwa zwei Kilometer südwestlich des Lutherdenkmals befinden sich das Schloss Altenstein mit dem Altensteiner Park. Nördlich vom Denkmal befinden sich der Rennsteig mit der Wüstung Glasbach und dem markanten Gerberstein. Man findet es nicht weitab der L 1027 von Steinbach in Richtung Ruhla kommend, wo hinter einer Kurve auf der rechten Seite ein entsprechender Wegweiser an einem kleinen Waldweg steht.

## Der Obelisk
Das etwa zehn Meter hohe Monument ist als Obelisk aus Seeberger Sandstein gefertigt. Es hat die Form einer viereckigen Säule, dessen Seiten von Wimpergen bekrönt sind. Darüber erhebt sich ein Aufsatz – eine zierliche Fiale – der in einer von einer Kreuzblume gekrönten Pyramide ausläuft.
Die Säule ruht auf einer dreistufigen Fundamentmauer. Den Gedenkstein umgibt ein im neugotischen Stil verzierter gusseiserner Zaun.

### Westseite
Hier wurde

Dr. Martin Luther

am 4. Mai 1521

auf Befehl

Friedrich d. Weisen

Kurfürsten von Sachsen

aufgehoben

und nach Schloss Wartburg

geführt.

Er wird trinken vom Bache

am Wege, darum wird er

das Haupt emporheben.

            Psalm 110.7.

### Nordseite

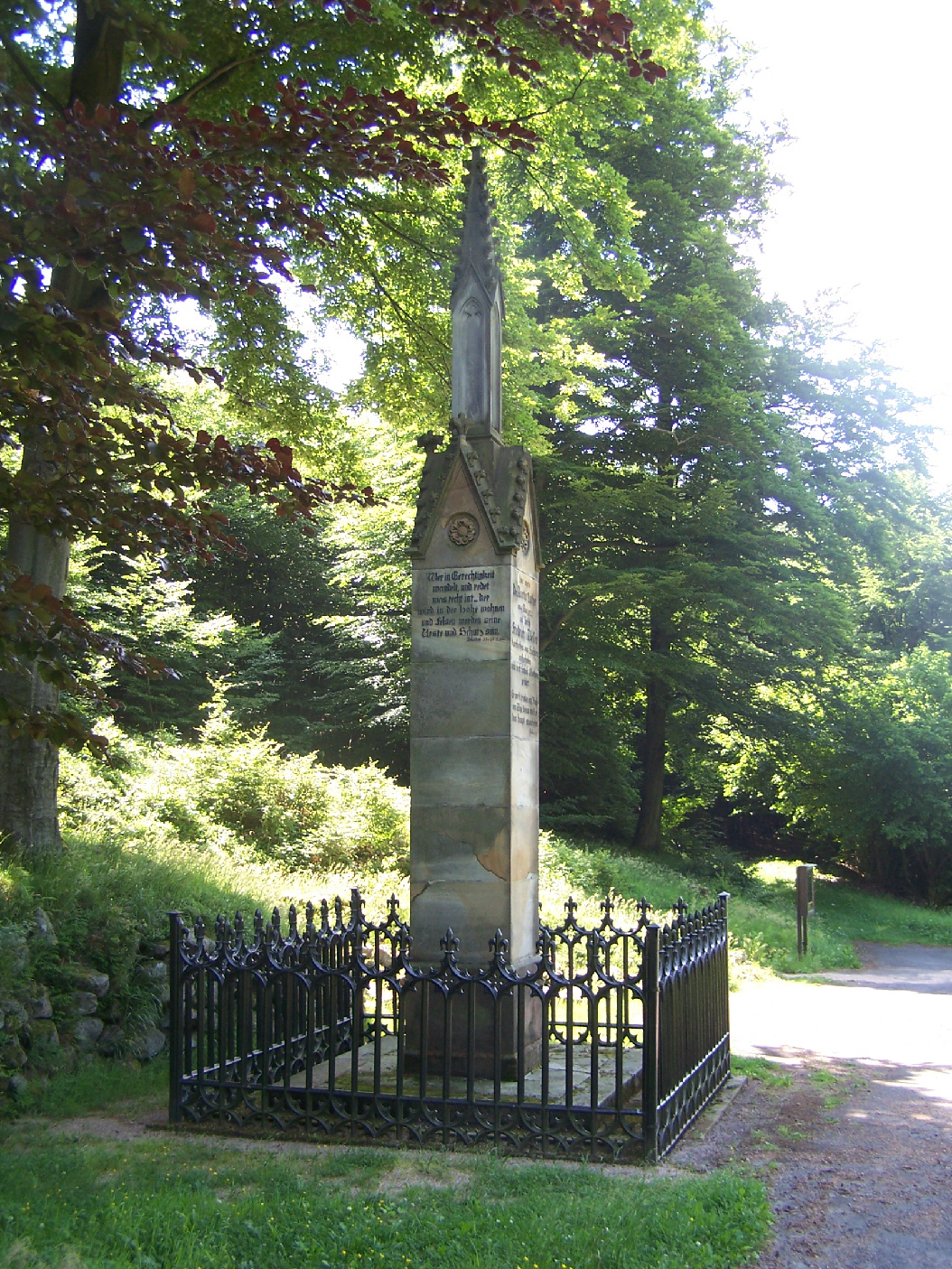
Nordseite

Wer in Gerechtigkeit

wandelt, und redet

was recht ist … der

wird in der Höhe wohnen

und Felsen werden seine

Veste und Schutz sein.

            Jesaias 33.15 u. 16

### Südseite

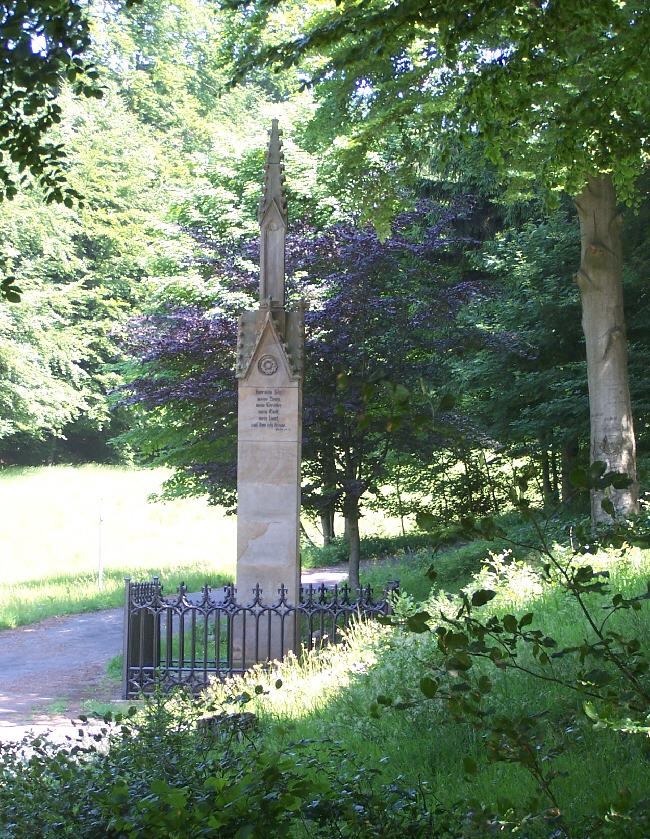
Südseite, Lutherbuche

Herr mein Fels,

meine Burg,

mein Erretter,

mein Gott,

mein Hort,

auf den ich traue.

            Psalm 18.3.

### Ostseite
Errichtet von

Bernhard Erich Freund

Herzog zu Sachsen Meiningen

im Jahre 1857

## Lutherbuche und Lutherborn

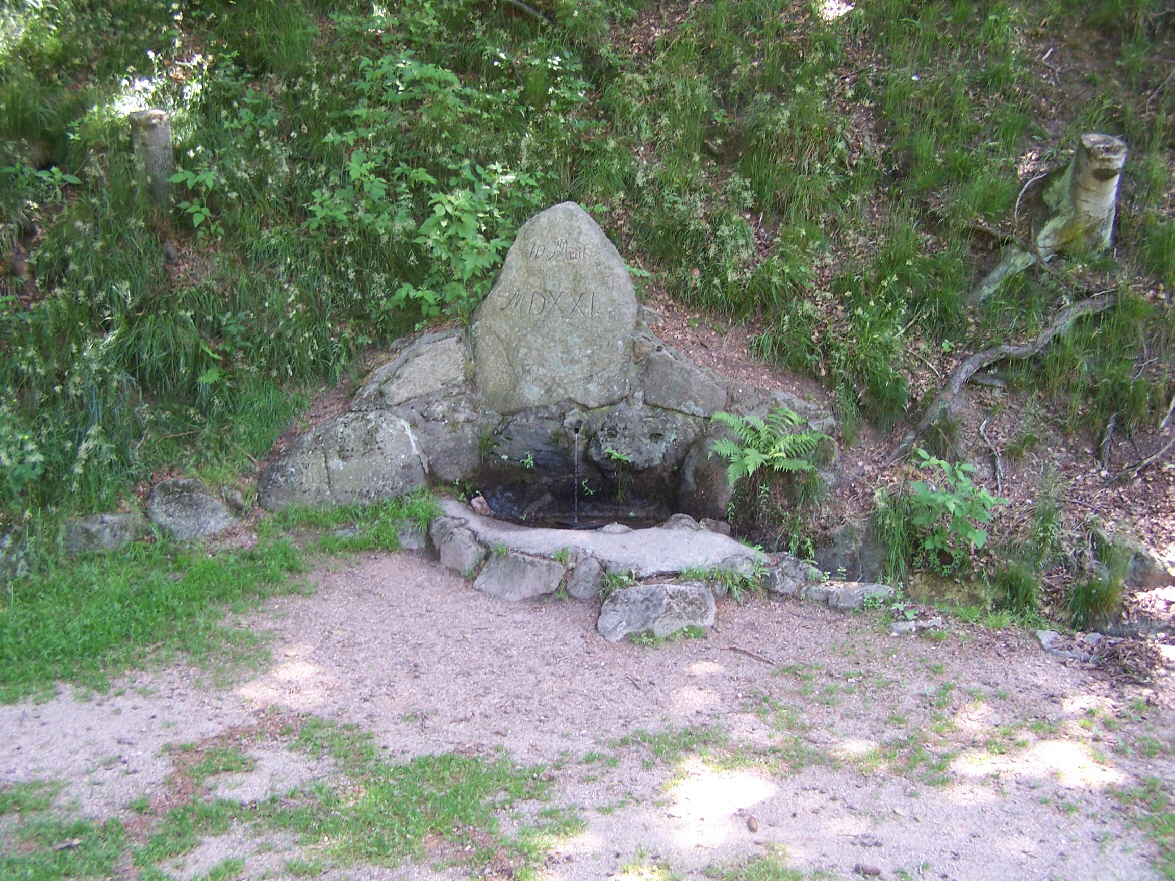
Der Lutherborn am Lutherdenkmal

Eine Bestimmung des Ortes, an dem Martin Luther auf seiner Rückreise von Worms kommend von den Beauftragten des Kurfürsten gestellt wurde, erfolgte wohl erst Jahre nach der Tat. Zur Orientierung diente eine am Fahrweg bei einer markanten Buche hervortretende Quelle. Der Volksmund überlieferte fortan die beiden als Lutherborn und Lutherbuche.
Infolge eines schweren Sturmes der zeitgleich mit einer Sonnenfinsternis am Nachmittag des 18. Juli 1841 in Westthüringen tobte, brach der Stamm der Lutherbuche in drei Meter Höhe und es verblieb ein letzter Ast. Das Holz und Reisig der Lutherbuche wurde der Kirchgemeinde von Steinbach geschenkt, Handwerker fertigten aus dem Holz Erinnerungsstücke. Ein Ableger wurde 1873 auf dem Lübecker Domkirchhof gepflanzt, wo er sich bis heute zu einer großen Buche entwickelt hat. Eine 1983 neu gepflanzte Blutbuche erinnert an die hier zuvor vorhandene Lutherbuche.
Seit 1817 bezeichnet ein Findling mit der Inschrift 4. Mai MDXXI die hier gefasste Quelle als Lutherborn.

## Zur Geschichte der Gedenkstätte

### Bericht eines Zeitzeugen
Der Verlauf der Gefangennahme Luthers wurde in einem zeitnahen Bericht niedergeschrieben. Verfasser war ein Eisenacher Bürger und Kanonikus, Johannes König, der die Informationen von Luthers Onkel Heintz aus Möhra erhalten haben will und der sein Wissen an einen Adressaten beim Mainzer Domstift den Kaspar Westhus, Siegler des Domstifts, weitergab.

„ … Doctor Lutter ist nechst Sonnabent zu Isenach uß gefaren und gegen More zu seines vatters bruder. Als er nun hat wider von More uff Sweyna zuziehen und uff das Schloß zum Altenstein des Burckarten Hondes durchgefahren (,) und seine Junkschaft (,) die jenen geleith haben, umbgewant uff dem walde bei einer wusten kirchen Glassbach genannt (,) sein funff reißigen kommen und uber den wagen gerandt und ine allein uß dem wagen uff dem walde gerissen, und neben den pferden im walde hat er mussen lauffen haben mit … Diese hab ich von Heinzen Lutter, seines vatters bruders, des gast er gewest ist geschrieben, mocht er mir nachschreiben.“

Demnach hatte Luther, nachdem er in Eisenach eingetroffen war seine Reise unterbrochen und war kurz in das nahe Möhra zu seinem Onkel gezogen. Die Fortsetzung der Reise führte ihn vorbei an Schloß Altenstein, wo er durch den Burgherrn Burkhardt Hund in Richtung Schweina mit Geleitschutz versehen wurde. Unterhalb der Wüstung Glasbach kehrte dieser Geleitschutz plötzlich um und kurz darauf wurde Luther und seine Begleiter von fünf Reitern umringt, die Luther als einzigen vom Wagen zerrten und ihn neben den Pferden herlaufend in den Wald entführten …

### Feste am Lutherdenkmal
Das Lutherfest von 1817
In Vorbereitung zum 300-jährigen Reformationsjubiläum wurde der bis dahin verwilderte Platz um die Lutherbuche geebnet, die Quelle wurde gefasst und mit einem geschmackvollen Mauerzug nebst Inschrift umgeben.
Das Lutherfest von 1830
Im Schatten der alten Lutherbuche veranstaltete der Herzog von Sachsen-Meiningen am 25. Juni 1830 ein Volksfest zum Andenken an die Übergabe der Augsburger Konfession.
Die Feier war ein Großereignis in der damaligen Zeit, der Chronist berichtet von etwa 8000 Besuchern. Nach dem Absingen des Liedes Ein feste Burg ist unser Gott und einer kurzen Predigt folgte ein ausführlicher Vortrag des Meininger Oberkonsistorialrates Mosengeil zu Luthers vorgetäuschter Entführung an diesem Platz.
Das Fest der Reisigabholung 1841
In Anwesenheit der höchsten Repräsentanten des Herzogtums Sachsen-Meiningens, Herzogin Marie und deren Gäste – Erbprinz Bernhard und Herzogin Ida von Sachsen-Weimar-Eisenach sowie im Beisein zahlreicher Nachfahren Martin Luthers – erfolgte am 27. Juli 1841 das Volksfest der Holz- und Reisigabholung. Hierbei wurden die zuvor am 18. Juli beim Sturm abgebrochenen Reste der Lutherbuche geborgen und in das Dorf Steinbach überführt.
Das Fest zur Einweihung des Lutherdenkmals 1857
Auf Veranlassung des Meininger Herzogs wurde im Frühjahr 1857 mit dem Aufbau des Lutherdenkmals begonnen und am 26. Juli wurde das Denkmal feierlich eingeweiht.
Das Fest zum 500. Geburtstag Martin Luthers
Im Jahr 1983 wurde in der DDR der 500. Geburtstag des Reformators landesweit begangen. Im Mai erfolgte eine Gedenkfeier am Lutherdenkmal in Steinbach, an der zahlreiche Besucher aus der Region und Kurgäste aus dem nahen Bad Liebenstein teilnahmen. Hierbei wurde eine Blutbuche als neue Lutherbuche angepflanzt.